# FC Rapid București
Az FC Rapid București egy román labdarúgócsapat.

## Történet
A csapatot 1923-ban alapították a Grivițai vasúti járműjavító dolgozók, Asociația culturală și sportivă C.F.R. (Román vasutak kulturális és sport egyesülete) néven.
A csapat négy alkalommal nyerte meg a román bajnokságot, a román kupát pedig 14 alkalommal hódította el.
1940-ben a csapat bejutott a Közép-európai Kupa döntőjébe, melyet nem játszottak le a világháború kitörése miatt.
Első bajnoki címüket 1942-ben, a világháború idején nyerték meg, melyen viszont sok elsőosztályú csapat nem tudott elindulni, ezt a sorozatot Besszarábiai bajnokságnak nevezik, és a Román Labdarúgó Liga hivatalosan nem ismeri el mint országos bajnokság.
A csapat 2006-ban eljutott az UEFA-kupa negyeddöntőjéig, ahol az FC Steaua București csapatával szemben maradt alul, idegenben lőtt góllal.
1980-tól saját himnusza van az egyesületnek, melyet Adrian Păunescu és Victor Socaciu szerzett.

## Eredmények
1941-42 (Besszarábiai Kupa – a világháború idején), 

### Liga I
- Aranyérmes (3): 1966-67, 1998-99, 2002-03
- Ezüstérmes (14): 1936-37, 1937-38, 1939-40, 1940-41, 1948-49, 1949-50, 1963-64, 1964-65, 1965-66, 1969-70, 1970-71, 1997-98 , 1977-00 és 2005-06

### Román kupa
- Aranyérmes (13): 1934-35, 1936-37, 1937-38, 1938-39, 1939-40, 1940-41, 1941-42, 1971-72, 1974-75, 1997-98, 2001-02, 2005-06 és 2006-07
- Ezüstérmes (6): 1946-1947, 1960-61, 1961-62, 1967-1968, 1994-95, 1998-99

### Román Szuperkupa
- Aranyérmes (4): 1999, 2002, 2003, 2008
- Ezüstérmes (2): 1998, 2006

### Román Ligakupa
- Aranyérmes (1): 1994

### Balkán-kupa
- Aranyérmes (2): 1963-64, 1964-66

### Mitropa Kupa/Közép-európai Kupa
- Döntős (1): 1940 – Az első romániai klubcsapat, amely valamelyik európai kupa döntőjébe jutott. A Budapesti Ferencvárosi TC-vel kellett volna megmérkőznie, de ez a döntő sohasem került lejátszásra a II. világháború kitörése miatt.

### Európai Vasutasok Kupája
- Aranyérmes (1): 1968

## Jelenlegi játékosok
A csapat játékosai 2010 márciusban:
| Mezszám       | Ország  | Játékos                            | Poszt       | Átigazolás | Előző csapata              |
| Kapusok       | Kapusok | Kapusok                            | Kapusok     | Kapusok    | Kapusok                    |
| ------------- | ------- | ---------------------------------- | ----------- | ---------- | -------------------------- |
| 33            |         | Mircea Alexandru Bornescu          | Kapus       | 2009       | Universitatea Craiova      |
| 89            |         | Catalin Straton                    | Kapus       | 2009       | Bukaresti Rapid II         |
| 99            |         | Virgil Draghia                     | Kapus       | 2009       | Bukaresti Rapid II         |
| Védőjátékosok |         |                                    |             |            |                            |
| 2             |         | Maurillio Helder da Silva Ferreira | Védő        | 2009       | AS Nancy                   |
| 3             |         | Ricardo Manuel da Silva Fernandes  | Védő        | 2009       | CD National da Madeira     |
| 5             |         | Stefan Adrian Mardare              | Védő        | 2008       | FC Vaslui                  |
| 13            |         | Catalin Paun                       | Védő        | 2009       | Besztercei FC Gloria       |
| 16            |         | Diego Ciz                          | Védő        | 2010       | Club Olimpia               |
| 19            |         | Vladimir Bozovic                   | Védő        | 2007       | OFK Beograd                |
| 23            |         | Marius Constantin                  | Védő        | 2004       | Brassói FC                 |
| 25            |         | Doru Bratu                         | Védő        | 2007       | Bukaresti Rapid II         |
| 32            |         | Adrian Iencsi                      | Védő        | 2009       | Kapfenberger SV            |
| 28            |         | Adrian Iordache                    | Védő        | 2009       | AEL Limassol               |
| Középpályások |         |                                    |             |            |                            |
| 6             |         | Darijan Matici                     | Középpályás | 2009       | NK Interblock              |
| 7             |         | Carlos Cesar dos Santos Cesinha    | Középpályás | 2007       | SC Braga                   |
| 10            |         | Ovidiu Herea                       | Középpályás | 2007       | Bukaresti FC National      |
| 15            |         | Costin Lazar Csapatkapitány        | Középpályás | 2006       | Sportul Studentesc         |
| 17            |         | Ilie Iordache                      | Középpályás | 2009       | AEK Athén                  |
| 18            |         | Dacian Varga                       | Középpályás | 2010       | FC Unirea Urziceni         |
| 20            |         | Stefan Grigorie                    | Középpályás | 2007       | Temesvári FCU Politechnika |
| 29            |         | Tiberiu Balan                      | Középpályás | 2010       | Unirea Urziceni            |
| 30            |         | Juliano Goncalves Spadacio         | Középpályás | 2008       | CD National da Madeira     |
| Csatárok      |         |                                    |             |            |                            |
| 9             |         | Lucian Raduta                      | Csatár      | 2006       | Bukaresti Rapid II         |
| 11            |         | Alexandru Ionita                   | Csatár      | 2006       | Bukaresti Rapid II         |
| 27            |         | Edgars Gauracs                     | Csatár      | 2010       | FK Ventspils               |

### Híres játékosok
| Románia - Vintilă Cossini - Alexandru Cuedan - Gheorghe Rășinaru - Raffinsky László - Barátky Gyula - Sadowski Róbert - Alexandru Apolzan - Dan Coe - Nicolae Lupescu - Costin Lazar | - Necula Răducanu - Bogdan Lobonț - Mircea Rednic - Adrian Iencsi - Dănuț Lupu - Constantin Schumacher - Ioan Ovidiu Sabău - Daniel Pancu - Daniel Niculae - Răzvan Raț - Vasile Maftei | - Ílyés Róbert - Sabin Ilie Belgium - Roberto Bisconti - Philippe Léonard Marokkó - Noureddine Ziyati Örményország - Artavazd Karamyan |